# Vóley Murcia
Vóley Murcia, ou UCAM (Universidad Católica San Antonio de Murcia) Vóley Murcia, est un club espagnol de volley-ball fondé en 1978 et basé à Murcie qui évolue pour la saison 2013-2014 en Superliga.

## Palmarès
- Championnat d'Espagne
  - Vainqueur : 1993, 1994, 1995.
  - Finaliste : 2000.
- Copa de la Reina
  - Finaliste : 1994.

## Effectifs

### Saison 2013-2014
Entraîneur : José María Nicolas  Espagne